# Провулок Даргомижського (Київ)
Прову́лок Даргоми́жського — зниклий провулок, що існував у Подільському районі міста Києва, місцевість Куренівка. Пролягав від Тагільської вулиці до тупика.
Прилучалася вулиця Даргомижського.

## Історія
Провулок виник у середині XX століття під назвою 471-ша Нова. Назву Даргомижського провулок набув 1953 року.
Ліквідований 1971 року у зв'язку зі зміною забудови.